# Chiesa di Sant'Agostino (Gela)
La chiesa di Sant'Agostino è un edificio di culto di Gela. Costruita nel 1439 con l'annesso convento, è la più antica chiesa della città.

## Storia
Fu eretta prima nell'antica città di Terranova, poi diventata Gela, originariamente in onore di San Giuseppe. La facciata fu realizzata nel 1783. Nel 1613 vi aggiunta la Cappella dei Mugnos.

## Descrizione
La chiesa è dotata di una facciata neoclassica. Sopra il portale una nicchia ospita una statua di San Giuseppe e, al di sopra di questa, si trova la cella campanaria tripartita.
Gli interni sono a navata unica, con un'acquasantiera in marmo del 1541 forse realizzata da Antonio Gagini e dipinti e sculture secenteschi. La Cappella dei Mugnos, in travertino, è dotata di colonne tortili e di un fronte spezzato.